# Jamón asado

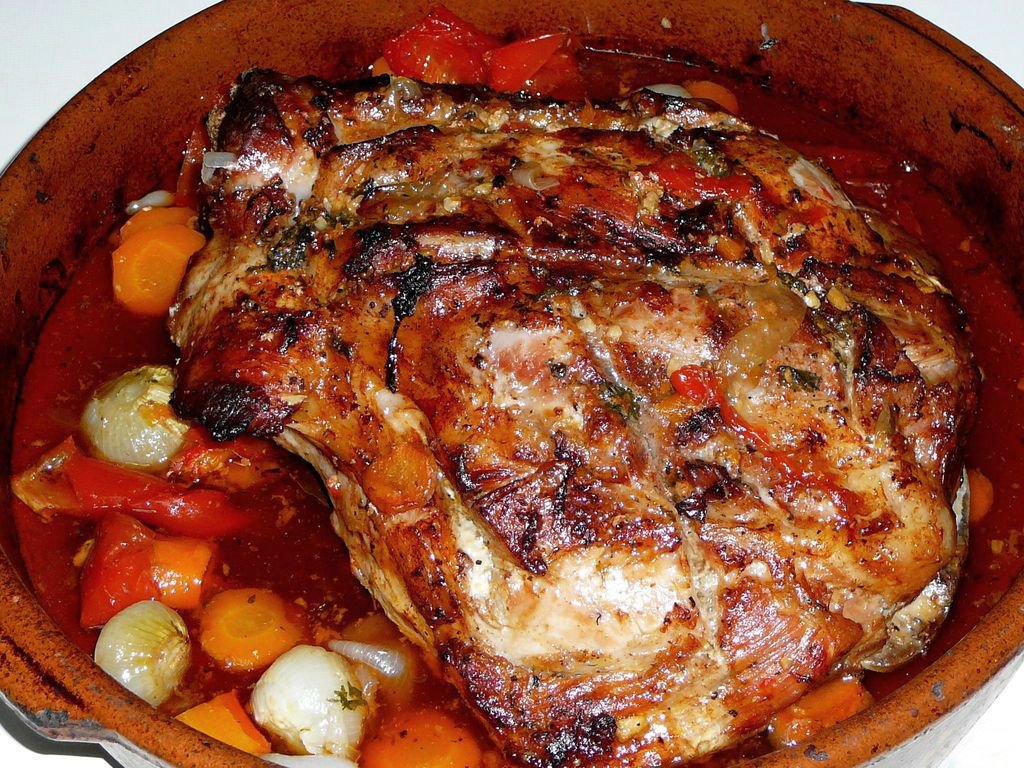
Ración de jamón asado, preparada al estilo clásico en una cazuela de barro con algunas verduras.

El jamón asado (denominado en Galicia como Xamón asado) es una preparación culinaria que emplea las patas del cerdo, siendo la parte integrante de la cocina gallega. Se prepara con gran tradición en las zonas montañosas de Lugo y La Coruña. El plato surge como una alternativa a la conservación de los jamones en salmuera procedentes de la matanza del cerdo. Se suele servir como fiambre fileteado. Se suele servir como parte de bocadillos, acompañados de puré de patatas, verduras, etc.  

## Concepto
Los perniles del cerdo se suelen adobar poniéndose marinados en ajo, orégano, hojas de laurel, pimentón, vinagre y sal. En algunos casos se le añade comino y clavo de olor (Syzygium aromaticum). Se acompaña igualmente de verduras tales como cebollas y zanahorias. El marinado se realiza por intervalos, como mínimo, de 24 horas. Esta mezcla se introduce en un horno y se asa lentamente con el hueso. El recipiente empleado suele ser una cazuela de barro.   